# Киненин (приток Еловки)
Киненин — река на полуострове Камчатка в России. Протекает по территории Усть-Камчатского района. Длина реки — около 55 км. Площадь водосборного бассейна — 327 км².
Начинается на водоразделе рек Шишей и Еловка, течёт в юго-восточном направлении мимо озера Блюдечко. Впадает в реку Еловка справа на расстоянии 157 км от её устья между горами Шишей и Матера. Ширина реки в низовьях составляет 55 метров, глубина — 1 метр, дно твёрдое.
По данным государственного водного реестра России относится к Анадыро-Колымскому бассейновому округу.
- Код водного объекта — 19070000112120000016315[2].

Притоки:
- левые: Короткий[5], Клыенин